# Reprezentacja Kazachstanu w hokeju na lodzie kobiet
Reprezentacja Kazachstanu w hokeju na lodzie kobiet – jedna z czołowych drużyn świata w hokeju kobiecym. Obecnie znajduje się na dziesiątym miejscu w rankingu IIHF. Dotychczas występowała czterokrotnie w elicie, a trzy razy zwyciężyły w dywizji pierwszej (w 2000, 2004 i 2008 roku).  Raz drużynie z Kazachstanu udało się zakwalifikować do igrzysk olimpijskich. W Salt Lake City jednak nie udało się wygrać ani jednego meczu, jednocześnie zawodniczki ze Stanów Zjednoczonych przywiozły bilans bramek 1:18, zajmując ósme miejsce. Najlepszym miejscem w historii mistrzostw świata Kazaszek jest szóste miejsce z 2009 roku. W Kazachstanie zarejestrowanych jest 84 zawodniczek.

## Mistrzostwa Świata
- 1990 – 1999 – nie uczestniczyła
- 2000 – 9. miejsce (1. miejsce w Grupie B)
- 2001 – 8. miejsce
- 2003 – 10. miejsce (2. miejsce w Grupie B, nie odbyły się zawody elity)
- 2004 – 9. miejsce (1. miejsce w Grupie B)
- 2005 – 7. miejsce
- 2007 – 9. miejsce
- 2008 – 10. miejsce (1. miejsce w Grupie B)
- 2009 – 6. miejsce

## Igrzyska Olimpijskie
- 2002 – 8. miejsce

### Zimowe igrzyska azjatyckie
- 1996: Brązowy medal
- 1999: Brązowy medal
- 2003: Złoty medal
- 2007: Złoty medal
- 2011: Złoty medal